# Дженнер Тауншип (округ Сомерсет, Пенсільванія)
Дженнер Тауншип (англ. Jenner Township) — селище (англ. township) в США, в окрузі Сомерсет штату Пенсільванія. Населення — 3710 осіб (2020).

## Демографія
Згідно з переписом 2010 року, у селищі мешкали 4122 особи в 1663 домогосподарствах у складі 1188 родин. Було 1908 помешкань
Расовий склад населення:
| - 98,4 % — білих - 0,2 % — корінних американців - 0,2 % — чорних або афроамериканців - 0,2 % — азіатів |

До двох чи більше рас належало 0,6 %. Частка іспаномовних становила 0,6 % від усіх жителів.
За віковим діапазоном населення розподілялося таким чином: 20,1 % — особи молодші 18 років, 62,7 % — особи у віці 18—64 років, 17,2 % — особи у віці 65 років та старші. Медіана віку мешканця становила 44,4 року. На 100 осіб жіночої статі у селищі припадало 102,4 чоловіків;  на 100 жінок у віці від 18 років та старших — 103,0 чоловіків також старших 18 років.
Середній дохід на одне домашнє господарство  становив 58 229 доларів США (медіана — 47 162), а середній дохід на одну сім'ю — 64 269 доларів (медіана — 52 364). Медіана доходів становила 44 243 долари для чоловіків та 32 138 доларів для жінок. За межею бідності перебувало 11,7 % осіб, у тому числі 20,6 % дітей у віці до 18 років та 14,3 % осіб у віці 65 років та старших.
Цивільне працевлаштоване населення становило 1738 осіб. Основні галузі зайнятості: освіта, охорона здоров'я та соціальна допомога — 24,3 %, виробництво — 12,9 %, транспорт — 10,3 %, роздрібна торгівля — 9,8 %.